# Dead Snow
Dead Snow (Originaltitel: Død snø) ist eine norwegische Horrorkomödie. Sie handelt von einer Gruppe Medizinstudenten, die sich in einer kleinen Hütte in den Bergen untoten SS-Soldaten stellen müssen. Regie führte Tommy Wirkola. Der Film erschien am 9. Januar 2009 in Norwegen und zählte im selben Jahr zu den Nominierten der Scream Awards in den Kategorien Fight-to-the-Death Scene, Most Memorable Mutilation, Best Foreign Movie und Best Horror Movie. Drehorte waren Alta, Finnmark, Målselv und Troms in Norwegen.

## Handlung
Zu Beginn des Films sieht man eine Frau vor etwas Unbekanntem fliehen. Nach einem Szenenwechsel machen sich die eigentlichen Protagonisten des Films, Vegard, Chris, Erlend, Hanna, Martin, Liv und Roy von Øksfjord auf den Weg in die Berge Norwegens, um in einer abgelegenen Hütte einen Kurzurlaub zu verbringen. Es stellt sich heraus, dass die Hütte Sara, der Freundin von Vegard, gehört und dass es sich bei ihr um die Frau handelt, die zu Beginn des Films zu sehen war.
Kurz nach Ankunft bei der Hütte taucht ein älterer Mann auf und bittet um Kaffee. Schroff und unfreundlich weist er die Studenten auf eine Legende hin, nach der in der Gegend untote SS-Soldaten spuken sollen. Die jungen Urlauber glauben ihm zunächst nicht und er verschwindet wieder. Ein wenig später fällt er in seinem Zelt den Zombies in die Hände.
Nach einer Vision über seine Freundin macht sich Vegard am nächsten Morgen mit dem Schneemobil auf den Weg, um sie zu suchen. Er findet die Leiche des alten Mannes und bricht kurz darauf durch eine Schneedecke, landet in einem unterirdischen Tunnelsystem und verliert das Bewusstsein. Indessen finden seine Freunde unter der Hütte einen Schatz. Ohne zu wissen, dass die Zombies bereits danach suchen, wollen die Sechs den neuen Reichtum unter sich aufteilen. Als Erlend auf dem Weg zum Plumpsklo ein Stück des Schatzes verliert, alarmiert dies die Zombies. Chris, die nach ihm das Plumpsklo aufsucht, wird von den Zombies getötet. Bei deren nachfolgendem Angriff auf die Hütte stirbt auch Erlend. Die vier verbliebenen Freunde entscheiden, dass die Männer der Gruppe ein Ablenkungsmanöver starten, um den beiden Frauen die Flucht zu ermöglichen und so Hilfe zu holen.
Vegard, der wieder bei Bewusstsein ist, findet in dem Tunnelsystem Nazi-Paraphernalien und die Überreste seiner Freundin Sara. Auch er gerät in einen Kampf mit den Zombies.
Liv stirbt beim Fluchtversuch, während Hanna vorerst entkommen kann. Roy und Martin verschanzen sich in der Hütte, beim nächsten Angriff der Nazis zündet Roy diese jedoch versehentlich an, worauf die beiden in den Schuppen fliehen. Dort entdecken sie eine Kettensäge und andere Werkzeuge. Mit diesen kämpfen sie sich durch eine erste Gruppe angreifender Zombies. Die zweite Welle beseitigt der zurückgekehrte Vegard mit einem Maschinengewehr der Nazis. Von weiteren Untoten überrascht, stirbt auch Vegard. Im nachfolgenden Kampf tötet Martin auch seine plötzlich hinter ihm auftauchende Freundin Hanna. Wütend erledigt er die restlichen Angreifer mit einer Pumpgun.
Einem der Zombies gelingt es, Martin in den Arm zu beißen, woraufhin sich dieser den Arm selbst amputiert, um hierdurch nicht – wie in Zombiefilmen üblich – selbst zum Zombie zu werden. Allerdings beißt ihn gleich darauf ein weiterer Zombie in die Genitalien. Oberst Herzog, der Befehlshaber der Untoten, taucht auf und ruft mit dem Befehl „Aufstehen!“ eine große Übermacht Zombies herbei. Bei der Flucht wird Roy von Herzog am Kopf verletzt und spießt sich im Taumel an einem Baum auf, womit nur mehr Martin am Leben ist. Er erkennt, dass die Nazis nur hinter ihrem Schatz her sind, als er beobachtet, wie Oberst Herzog eine Uhr aus Roys Hosentasche zieht und seinen Gefolgsmännern präsentiert. Er läuft zurück zur abgebrannten Hütte, findet dort den völlig unversehrten Schatz und überlässt ihn den Nazis, die ihn daraufhin laufen lassen. Zurück beim Auto fällt Martin beim Starten eine Münze auf den Boden, die ihm eines der Mädchen heimlich zugesteckt hatte. Als er sie aufhebt, taucht Herzog neben ihm auf und schlägt die Scheibe ein.

## Weiteres
- Die Grundidee des Films entspricht der nordischen Draugr-Mythologie. In dieser bewachen Untote Schätze und verteidigen diese gewaltsam. Zudem lehnt er sich an dem Film Tanz der Teufel an, über den die Protagonisten zu Beginn auch sprechen.
- In der Hütte auf dem Berg trägt Erlend ein Braindead-T-Shirt.
- Wirkola kündigte 2012 die Fortsetzung des Films an Dead Snow: Red vs. Dead.[2] Der Film wurde im Februar 2014 in den norwegischen Kinos und am 20. November 2014 als Direct-to-DVD-Produktion in Deutschland veröffentlicht.[3]

## Kritiken
Der Film wurde von Fans von Splatterfilmen sehr positiv aufgenommen. Rotten Tomatoes bewertete den Film mit 68 Prozent, was ihm das Prädikat fresh eingebracht hat. Die Internet Movie Database bescheinigt ihm ein User Rating von 6.3/10.

„Dead Snow macht alles richtig, was er richtig machen kann. Er nimmt sich selber nicht zu ernst, bietet viele Momente, bei denen sich der Fan köstlich amüsieren kann und arbeitet geschickt mit Situationskomik und schwarzem Humor. Dies, kombiniert mit einigen sympathischen Figuren, macht Dead Snow, trotz Nazis und Zombies zu einem grossartigen und kurzweiligen Vergnügen, dass nie langweilig wird und von Anfang bis Ende überzeugt.“

„Versuch einer Zombie-Komödie, die kenntnisreich einschlägige Vorbilder zitiert und vermeintliche Nazi-Mentalitäten der Lächerlichkeit preisgeben will. Letztlich nicht mehr als ein in die Länge gezogener, blutiger und überflüssiger Ulk.“

„Bei allen grotesken Ideen, allem trashigen Partyhumor und dem heftigen Schlussmassaker – etwas mehr Mut, die Splattergenrekonventionen zu brechen, hätte dem Spaß von Tommy Wirkola („Hänsel & Gretel: Hexenjäger“) gut getan. […] Fazit: Slasher-Hausmannskost für Abgebrühte.“

„Mit Dead Snow weist sich der Norweger Tommy Wirkola […] als ausgewiesener Fachmann für die Zombiehistorie aus. In der wüsten Splatter-Komödie von und für Fans findet sich einfach alles, was die muffigen Pappenheimer so zu bieten haben: Horror, Gleichnis und Spaß. Auch wenn Wirkola dabei selten über bloße Zitate hinauskommt und der Film kaum mehr als eine Genre-Revue ist, wartet Dead Snow doch mit einem extrem hohen Partyfaktor auf.“